# 죽음의 금지

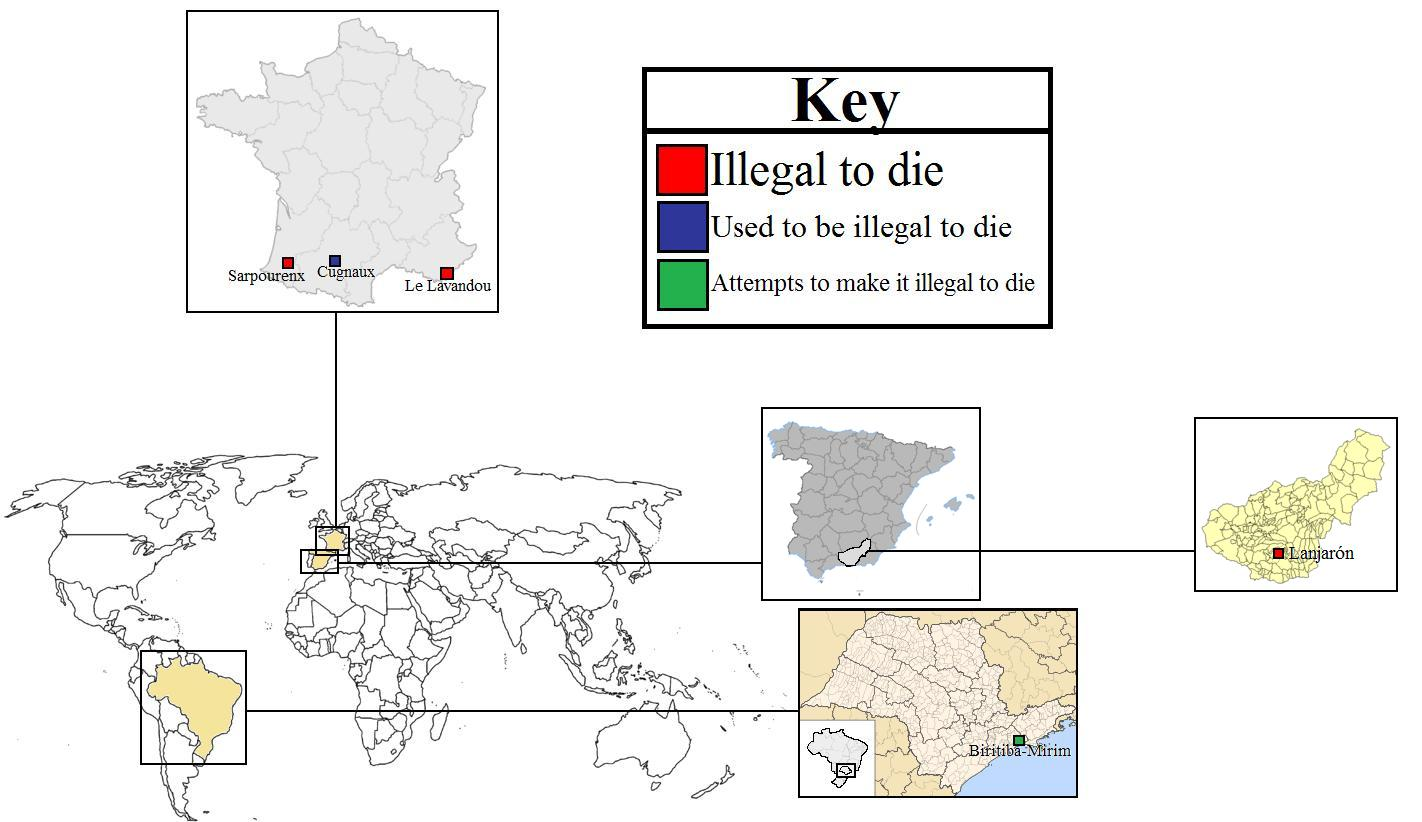
이 지도는 죽음이 불법인 장소(빨간색), 죽음이 불법이었던 장소(파란색), 죽음을 불법으로 하려고 하는 장소(초록색)를 나타낸다.

죽음의 금지는 어떤 정치적 구역 또는 특정한 건물 안에서 죽음이 불법임을 선언하는 법을 입법시키는 정치·사회적 현상과 금기이다.
죽음의 금지에 관한 가장 최초의 사례는 기원전 5세기, 그리스의 섬인 델로스에서 일어났다. 델로스에서 죽는 것은 종교적 이유로 금지되었다.
오늘날 대부분의 경우에 죽음의 금지는 지방 공동 묘지의 확장을 승인하는 것에 실패한 정부를 풍자하기 위한 것이다. 스페인에서는 한 개의 마을이 죽음을 금지하고 있으며, 프랑스에는 몇 개의 마을이 죽음을 금지하고 있다. 브라질의 비리치바-미링(Biritiba Mirim)에서는 죽음을 금지하려는 시도가 2005년에 있었다.
다양한 원인으로 영국의 궁전에서 죽음을 기록하는 것은 금지된다는 잘못된 소문이 있다.